# Монастырь Пакра
Монастырь Пакра (серб. Манастир Пакра) — монастырь Сербской православной церкви в Славонии на территории современной Хорватии. Монастырь расположен на склонах горы Папук, между городами Пакрац и Дарувар.

## История
По народному преданию, монастырь был основан в XV веке монахом Иоанном, который раньше был гайдуком, известным под именем Стаменко Ньигомира. Первое письменное упоминание о монастыре датируется 26 сентября 1697 года, оно найдено в акте славонского униатского епископа Петрония Любибратича. В акте говорится, о монастыре в 1556 году, однако не ясно, идет ли речь о его основании или опустошении. Также известно что в 1558 году игуменом монастыря был Феодосие. В то время из-за регулярных нападений турецких войск монастырь терпел различные бедствия. Поэтому когда митрополит Григорий прибыл обновлять монастырь, он увидел только его руины. 
В конце XVII века в монастырь переселились монахи из разрушенного в 1688 году турками монастыря Милешева. Они участвовали в строительстве новой церкви и комплекса монастырских зданий, которые были деревянными. Однако из-за тяжелых условий монахи по разрешению императора Карла VI переселились в монастырь Святой Анны и Пакра вновь опустел.  
После войны 1737-1739 гг. в Пакру переселились монахи монастыря Гомионица в Боснии, где турки турки мстили православным сербам за поддержку австрийских войск. Новый игумен Гавриил (Давидович) получил для монастыря землю, что в значительной степени облегчило жизнь монастырской братии. В 1759-1761 гг. монахи построили кладбищенскую часовню Святого Николая, в 1761-1765 гг. построили и освятили новую церковь. На протяжении XVIII века в 300 метрах от монастыря располагались и кельи нескольких монахинь. 24 мая 1780 года значительный ущерб монастырю нанесла разразившаяся в этих краях буря, которая сорвала кровлю с церкви и остальных зданий. Из-за нехватки средств восстановление началось только в 1785 году. 
В годы Первой мировой войны он был опустошен остался без колоколов, однако в 1923 году был частично восстановлен. В годы Второй мировой войны, в 1943 году, хорватские усташи изгнали монахов Пакры, а монастырскую церковь разрушили. Ценности, закопанные игуменом, позднее нашли партизаны и в результате из них уцелела только меньшая часть. После войны были восстановлены церковь и несколько келий. В настоящее время монастырь пустует.